# 第16装甲擲弾兵旅団 (ドイツ連邦陸軍)
第16装甲擲弾兵旅団「ラウエンブルク公国」（だい16そうこうてきだんへいりょだん、ドイツ語：Panzergrenadierbrigade 16, "Herzogtum Lauenburg"）は、ドイツ連邦陸軍の旅団の一つ。第6装甲擲弾兵師団隷下にあって、旅団司令部をヴェントルプ・バイ・ハンブルクおよびエルメンホルストに置き、旅団隷下部隊はヘルツォークトゥム・ラウェンブルク郡一帯に駐屯していた。

## 歴史
1958年にフレンスブルクで編成されたA6戦闘群を基に旅団に改編され、当初第3装甲師団隷下にあって隷下部隊はフレンスブルク、シュレースヴィヒおよびフースムに駐屯していた。当初の旅団隷下部隊は次のとおりであった。旅団司令部中隊、第168装甲偵察中隊、第16擲弾兵大隊、第162擲弾兵大隊および第26擲弾兵大隊から成っていた。
1959年に陸軍第2次編制によって第16装甲擲弾兵旅団に改編され第6装甲擲弾兵師団隷下に編成替えされる。この時の旅団隷下部隊は以下のとおりであった。
- 旅団司令部中隊
- 第161装甲擲弾兵大隊
- 第162装甲擲弾兵大隊
- 第163装甲擲弾兵大隊
- 第164戦車大隊
- 第165砲兵大隊
- 第166補給大隊
- 第167野戦予備大隊
- 第160装甲偵察中隊
- 第160駆逐戦車中隊
- 第160装甲工兵中隊
- 第160防空中隊

1969年に旅団司令部はエルメンホルストおよびヴェントルプ・バイ・ハンブルクに移駐する。
1981年、陸軍第4次編制により旅団編制に改正が加えられ以下のとおりとなる。
- 旅団司令部中隊
- 第161混成装甲擲弾兵大隊
- 第162装甲擲弾兵大隊
- 第163装甲擲弾兵大隊
- 第164戦車大隊
- 第165装甲砲兵大隊
- 第66猟兵大隊
- 第63野戦予備大隊
- 第160駆逐戦車中隊
- 第160装甲工兵中隊
- 第160整備中隊
- 第160補給中隊

1987年に陸軍の全旅団に先駆けて名誉称号「ラウエンブルク公国」が与えられた。そして、1994年5月5日に旅団は解隊される。

## 歴代旅団長
| 代 | 氏名                                                               | 着任          | 離任           |
| -- | ------------------------------------------------------------------ | ------------- | -------------- |
| 1  | ユルゲン・ベンネッケ陸軍大佐 de:Jürgen Bennecke                    | 1958年4月1日  | 1960年4月30日  |
| 2  | ハッソ・ナイチェル陸軍大佐 Hasso Neitzel                           | 1960年5月1日  | 1962年7月15日  |
| 3  | ヴェルナー・エブリンク陸軍准将 de:Werner Ebeling                   | 1962年7月16日 | 1965年10月31日 |
| 4  | オスカー＝フーベルト・デンハルト陸軍大佐 de:Oskar-Hubert Dennhardt | 1965年11月1日 | 1968年3月31日  |
| 5  | ヴェルナー・マンス陸軍大佐 Werner Manns                            | 1968年4月1日  | 1970年3月31日  |
| 6  | パウル＝ゲオルク・クレッフェル陸軍准将 Paul-Georg Kleffel          | 1970年4月1日  | 1972年4月30日  |
| 7  | ヨアヒム・ブルーン陸軍准将 Joachim Bruhn                           | 1972年5月1日  | 1977年9月30日  |
| 8  | ゲルハルト・ブルークマン陸軍大佐 Gerhard Brugmann                  | 1977年10月1日 | 1979年9月30日  |
| 9  | エックハルト・クリーヴィン軍准将 Eckhard Klewin                    | 1979年10月1日 | 1984年3月31日  |
| 10 | ユルゲン・フォン・ファルケンハイン陸軍准将 Jürgen von Falkenhayn   | 1984年4月1日  | 1988年3月31日  |
| 11 | ロルフ・オッケン陸軍准将 Rolf Ocken                                | 1988年4月1日  | 1991年3月31日  |
| 12 | エックハルト・フィッシャー陸軍大佐 Eckhart Fischer                 | 1991年4月1日  | 1994年12月31日 |